# Ras Al Khayma
Raʾs al-Khayma (in arabo رَأْس ٱلْخَيْمَة‎?), scritto anche come Ras Al Khayma, Ras al-Khaymah o RAK, è la capitale dell'Emirato di Ra's al-Khayma, negli Emirati Arabi Uniti. La città era conosciuta anticamente con il nome di Julfar. Si trova nella zona nord-occidentale del paese lungo la costa del Golfo Persico.

## Storia
Scavi archeologici effettuati nell'area di Ras Al Khaimah hanno rilevato che in questa regione esistevano insediamenti umani risalenti al 5000 a.C. 
Questo rende Ras Al Khaimah uno dei pochi posti al mondo che ha avuto ininterrottamente coloni per oltre 7.000 anni.

### Storia antica
Il sito più antico rinvenuto nella regione si trova a circa 23 chilometri a sud-ovest della moderna città di Ras Al Khaimah, vicino alla città di pescatori abbandonata di Jazirat al-Hamra. Il sito, risalente al neolitico, fu identificato per la prima volta dall'archeologi tedesco Burkhard Vogt durante degli scavi condotti alla fine degli anni '80, quando furono rinvenuti frammenti di ceramica mesopotamica risalenti al periodo Ubaid la cui presenza indicava che il tumulo era di origine neolitica e poteva essere datato al IV o V millennio a.C.
Si sa poco delle popolazioni che abitavano l'area 7.000 anni fa. Lungo la costa occupavano insediamenti stagionali, vivendo in gran parte come pescatori e cacciatori. La scoperta di grandi quantità di ossa di pesci, dugonghi, tartarughe e delfini suggerisce che questi fossero la loro principale fonte di cibo, sebbene la presenza di altre ossa indichi che praticassero anche l'allevamento di animali. Anche i frammenti di ceramica Ubaid rivelano l'esistenza del commercio marittimo, sebbene la reale portata di tale commercio rimane sconosciuta.
Una importante testimonianza di insediamenti nella regione, riferiti alla successiva età del bronzo, è costituita dal giardino di palme di Shimal, che costituisce il nucleo della successiva città di Julfar. Shimal, situato a circa otto chilometri a nord-est della moderna città di Ras Al Khaimah, è un tesoro di tombe preistoriche che costituisce il più grande sito preislamico dell'emirato. Qui sono state rinvenute tombe appartenenti alla cultura di Umm an Nar ed anche a tutte le epoche successive prima dell'arrivo dell'Islam. La presenza di giardini di palme, la posizione privilegiata ai piedi dei monti Hajar, nonché il facile accesso a un porto sicuro e un fertile entroterra ponevano Shimal in una importante posizione geografica.
Nel 1977 l'archeologa britannica Beatrice de Cardi scopri il sito di Kush, situato nell'area nord occidentale della pianura di Shimal. Il sito è circondato a est, ovest e sud dalla fertile e relativamente ben irrigata pianura di Shimal, un deposito alluvionale densamente coltivato a palmeti e ricoperto da piccoli insediamenti rurali. Verso est si trovano le montagne della penisola di Musandam, la cui vicinanza conferisce alla pianura un'elevata falda freatica. Il sito ora si trova a circa due chilometri e mezzo a sud-est della costa moderna ma originariamente era vicino al bordo di una laguna che ora si è interrata fino a diventare una piana di sebkha. La posizione un tempo dava accesso sia alle risorse agricole che marine, nonché alle rotte commerciali, una combinazione unica che ha reso l'area di Shimal un punto focale di insediamento almeno dal terzo millennio a.C.
Il sito di Kush è stato scavato tra il 1994 e il 2001 ed è costituito da un tell che misura 120 m da nord a sud per 100 m da est a ovest. La data del primo insediamento sul sito risale al V secolo d.C. durante l'era dell'Impero Sasanide, e il sito si sviluppò successivamente durante il periodo islamico per diventare il centro commerciale, nonché, data l'allora conformazione della costa, porto di Julphar. Le rovine comprendono strutture del periodo sasanide, una grande torre del primo periodo islamico e resti di edifici risalenti al XIII secolo d.C.

### Periodo islamico

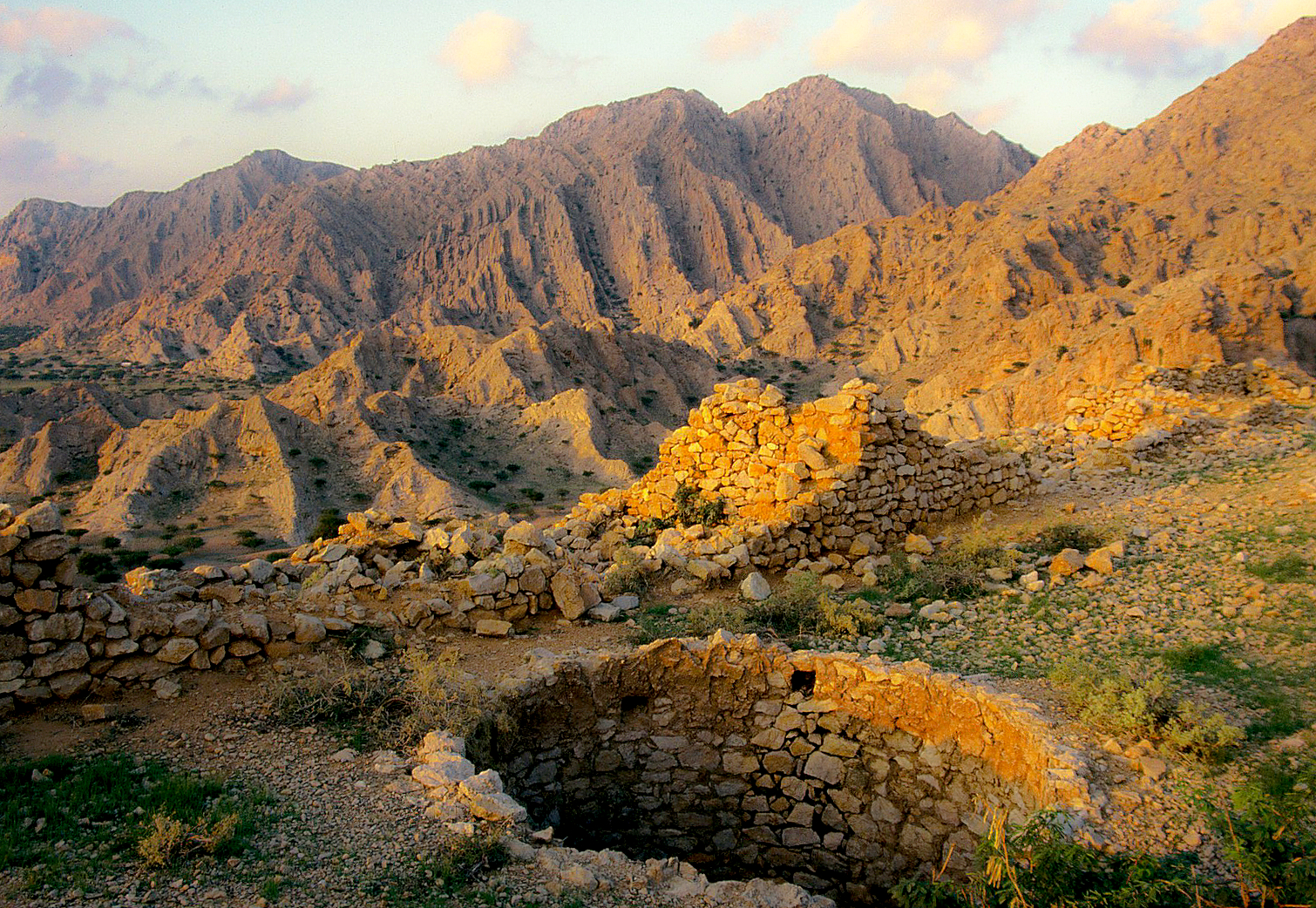
Scavi del Palazzo della Regina di Saba in Shimal.

Dall'inizio dell'era islamica in poi l'area venne conosciuta come Julfar e possiamo suppore che Kush ne fosse una parte importante. Durante l'VIII secolo fu eretta una grande torre, circondata da un fossato, che avrebbe potuto sorvegliare il porto come parte di un sistema di difesa di Julfar. Sebbene Kush fosse certamente il centro amministrativo, portuale e commerciale di Julfar, l'insediamento era più grande e comprendeva la parte della distesa di giardini di palme, dove viveva la maggior parte delle persone. Dopo il X secolo, la popolazione iniziò a crescere, gli insediamenti coprirono sempre più spazio disponibile come dimostrato da un aumento del materiale archeologico disponibile già a partire dall'XI secolo. In passato, questo insediamento oasi è stato descritto come l'entroterra di Julfar, ma ora sappiamo che sarebbe più appropriato descriverlo come il vero Julfar.
A protezione dell'insediamento fu costruita un cinta muraria localmente nota come, Wadi Sur, che corre in linea retta parallelamente alla costa per circa 7 km, a partire dai piedi di una collina con i resti di un palazzo medievale, localmente chiamato Palazzo della Regina di Saba, fino alla laguna di Ras al Khaimah. Questa cinta muraria aveva lo scopo di proteggere dalla erosione del deserto sia l'insediamento dell'oasi con i suoi palmeti, che il centro amministrativo, sul lato est, laddove il mare, la laguna e le montagne a nord lo proteggevano naturalmente sugli altri lati. Non è noto quando venne costruita la fortificazione, anche se da alcuni reperti trovati in uno scavo vicino all'estremità settentrionale di Wadi Sur si è ipotizzato che le mura siano state edificate prima del XII secolo.
Fra la fine del XIII secolo e all'inizio del XIV secolo, Kush fu abbandonato e l'ex centro amministrativo dell'insediamento dell'oasi cadde in disuso. Contemporaneamente sorse un nuovo insediamento sui banchi di sabbia, che proteggevano la laguna nord-orientale, in un'area attualmente denominata al-Mataf. La ragione di questo spostamento va ricercata nello
sviluppo della laguna stessa. Probabilmente i sedimenti espulsi durante le piogge da Wadi al-Bih e Wadi Haqil potrebbero aver già iniziato a insabbiare la laguna quando Kush era ancora
abitata, lasciando solo un piccolo canale che collegava il mare con il porto di Kush. Possiamo supporre che questo canale abbia cessato di esistere nel corso del XIII secolo, tagliando definitivamente fuori l'oasi delle palme e il centro amministrativo di Kush dall'essenziale collegamento con il mare.

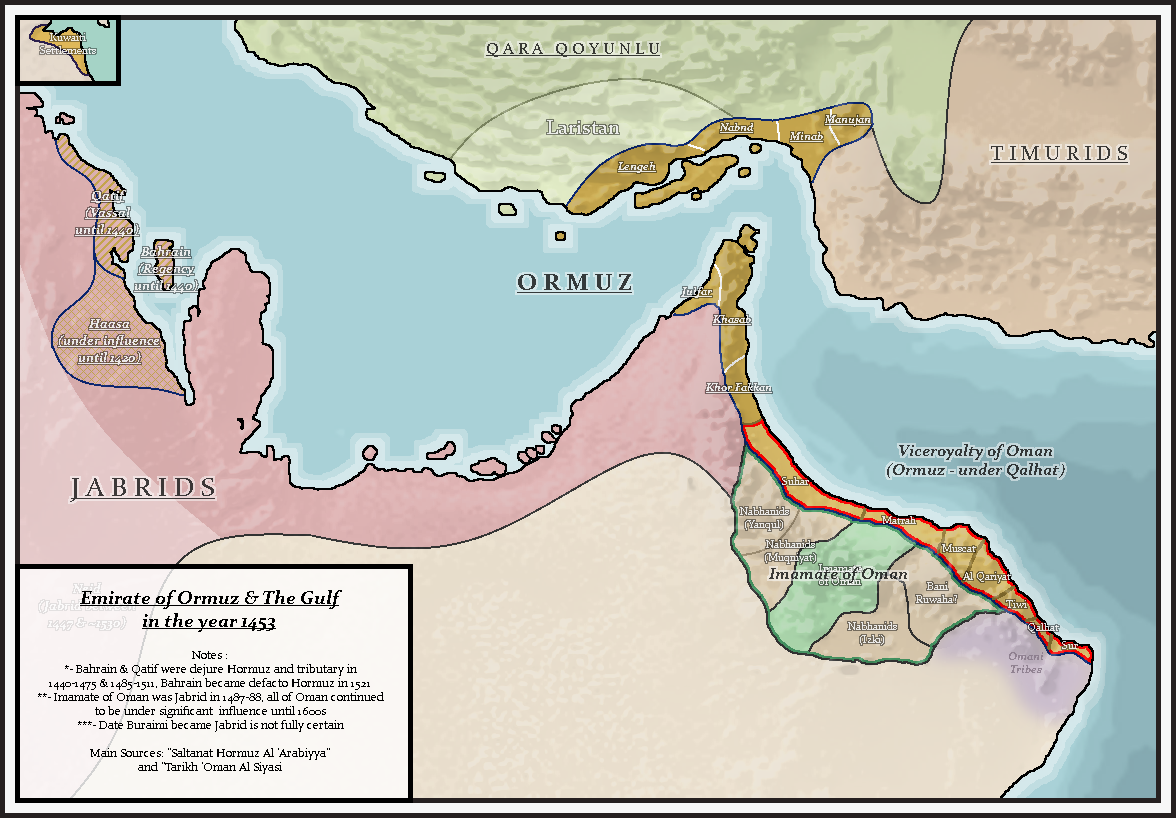
Mappa del Regno di Hormuz.

Gli abitanti di Kush si spostarono quindi verso la costa in due siti conosciuti come al-Mataf e al-Nudud posti a cavallo di uno stretto torrente che si apriva su un'ampia laguna. Il nuovo centro commerciale fu costruito durante un periodo di prosperità economica senza precedenti, favorito dall'appartenenza della regione al Regno di Hormuz, uno stato vassallo del Sultanato Selgiuchide di Karman. Gli scavi ad al-Mataf hanno rivelato fitti alloggi con grandi case a cortile, un grande forte e una moschea centrale nelle vicinanze. Per la
prima volta in diverse migliaia di anni, le persone abbandonarono i loro giardini di palme, e si trasferirono lontano dall’accesso diretto al cibo e all’acqua, dando inizio ad una concentrazione di alloggi senza precedenti. È stato stimato che l’insediamento-oasi di Julfar si estendesse per oltre 15 km2 e avrebbe potuto comprendere almeno 10.000-15.000 abitanti. Nonostante questi cambiamenti l'oasi rimase una parte importante della città. Nel corso del XIV e XV secolo lo sfruttamento del territorio raggiunse il suo limite massimo.
Julfar divenne in breve tempo il porto più importante del Golfo Persico, con una economia molto sviluppata basata oltre che sul mercato locale anchre su spedizioni marittime, perle, artigianato, pellegrinaggi e commercio di cavalli. La principale fonte di ricchezza era senza dubbio la raccolta delle perle. Nel 1580, il gioielliere e mercante veneziano Gasparo Balbi scriveva che le migliori perle del mondo si trovavano a Julfar, mentre l'esploratore portoghese Pedro Teixeira parlava di una flotta di cinquanta barche che salpavano ogni anno verso i banchi delle perle. L'esploratore portoghese Antonio Tenreiro fece riferimento anche ad aljofre, una varietà più piccola di perle derivata dal nome Julfar.
Durante il XVI secolo la situazione geografica della zona iniziò a cambiare per la terza e ultima volta con l’insabbiamento della laguna dietro Mataf e Nudud che rendeva impossibile l'utilizzo del porto naturale. Gli scavi testimoniano un notevole declino di al-Mataf durante il XVI secolo e alla fine di quel secolo non sembrano esistere edifici di grandi dimensioni. Dopo 250 anni di crescita, al-Mataf aveva cessato di esistere come centro dell'oasi e come città. In seguito all'abbandono del porto naturale, il centro commerciale e amministrativo di Julfar si spostò nuovamente, lontano dal torrente nord-orientale che nei
tre millenni precedenti fungeva da porto naturale per l'insediamento dell'oasi. Il nuovo insediamento si sviluppo nella laguna sud-occidentale che oggi è il moderno torrente di Ra's alKhaimah. Poiché era situata lontano dal centro dell'insediamento dell'oasi, quest'area non aveva mai fatto parte di alcun insediamento più grande nel corso dei tre millenni precedenti. La penisola, che protegge naturalmente questo torrente, era stata abitata fin dal XV secolo, molto probabilmente con una modesta presenza di capanne arish che formavano l'estremità sud-occidentale dell'insediamento su entrambi i lati di al-Mataf. Durante il XVI secolo, l'insediamento di Ra's al-Khaimah (traducibile come "penisola delle 'case aride") assunse lentamente le funzioni che erano state di al-Mataf.
Menzionata per la prima volta all'inizio del XVI secolo, Ra's al-Khaimah si sviluppò rapidamente entro la fine di tale secolo. Attraverso questo inevitabile trasferimento, il centro amministrativo e commerciale di Julfar fu spostato molto lontano dal nucleo originario dell'insediamento, l'oasi delle palme di Shimal. Questa distanza geografica accelerò lo sviluppo di due entità distinte. Questo processo di separazione viene confermato in diversi documenti storici. In particolare in alcuni documenti e mappe italiani della fine del XVI secolo, parlando di porti lungo la costa, le fonti menzionano per la prima volta Ra's al-Khaimah e non si riferiscono più a Julfar.

### Periodo europeo

Stemma dell'Impero Portoghese

Nel settembre del 1507 l'ammiraglio portoghese Alfonso de Albuquerque giunse a Hormuz con una flotta di 6 navi e in breve ottenne la resa della città, dando origine ad un periodo di controllo della regione che si protrasse con alterne vicende fino al XVII secolo.
Nel 1508 i portoghesi, a causa di dissidi interni, dovettero abbandonare Hormuz, che tuttavia riconquistarono definitivamente nel 1515. Intorno a quel periodo i portoghesi conquistarono altre città lungo la penisola di Musanda e su tutta la costa del Golfo di Oman, stabilendo una serie di fortezze a protezione dei territori conquistati, inclusa una a Julfar, nel 1563.
Durante tutto il periodo della dominazione portoghese Ras Al Khaimah continuò a prosperare grazie all'industria delle perle e ai ricchi commerci con l'India e lungo le rotte del Golfo Persico. I portoghesi intervenivano raramente negli affari del Golfo, lasciando ai governanti di Hormuz la gestione quotidiana e la supervisione dei porti dell'Arabia sudorientale. Nel 1521 scoppiò un'aperta ribellione e i portoghesi furono costretti ad intervenire direttamente. La rivolta iniziò in Bahrein, prima di estendersi a Sohar nel 1523 e a Muscat e Qalhat nel 1526 e successivamente a anche a Ras Al Khaimah, dove furono uccisi un gran numero di commercianti portoghesi.
Nel 1622 una forza anglo-persiana composta da una flotta della Compagnia britannica delle Indie orientali e un contingente di soldati dell'Impero Safavide assediò e conquistò la citta di Hormuz costringendo i portoghesi della guarnigione a fuggire. Dopo la caduta di Hormuz i portoghesi si ritirarono sulla costa araba, dove con il sostegno della loro flotta al comando dell'ammiraglio Ruy Freire da Andrada, attaccarono e occuparono una serie di porti lungo la costa dell'Oman e della penisola di Musandam, fra cui Ras al Khaimah dove era scoppiata una rivolta.
La presenza portoghese a Ras Al Khaimah durò poco più di undici anni. Infatti nel 1633 gli omaniti, guidati dal loro imam Nasir bin Murshid, attaccarono e conquistarono Ras Al Khaimah e Rams, quindi nel 1643 conquistarono Sohar e nel 1650 Mascate, ponendo di fatto fine al potere portoghese nella regione.
L'uscita di scena dei portoghesi diede spazio ad una accesa disputa per il controllo del territorio, fra gli inglesi della Compagnia britannica delle Indie orientali e gli olandesi dalla Compagnia olandese delle Indie orientali (detta anche VOC dal nome olandese Vereenigde Oostindische Compagnie), che vide l'iniziale prevalere di quest'ultima.

Sigillo della Compagnia olandese delle Indie orientali

Sebbene l'interesse degli olandesi per il Golfo Persico fosse antecedente, si può dire che la loro presenza significativa nell'area iniziò solo nel 1623. Infatti nel 1620 gli olandesi e gli inglesi, nonostante fossero concorrenti altrove, decisero di sviluppare congiuntamente il commercio della seta con l'Iran, alleandosi contro i portoghesi la cui presenza allora era ancora dominante. A tal fine, nel settembre del 1621, un'armata di nove navi al comando dell'ammiraglio Jacob Dedel salpò da Batavia (l'attuale Giakarta in Indonesia) per cooperare con una flotta inglese contro i portoghesi. Essi arrivarono troppo tardi per unire le forze con quella inglese che, in un'operazione congiunta con le forze di terra iraniane, avevano conquistato la fortezza e la città di Hormuz nel maggio 1622. Tuttavia essi approfittarono della situazione per stabilire una postazione commerciale della VOC a Bandar Abbas nel 1623. Da allora per 136 anni, dal 1623 al 1759, la VOC è stata la più importante società commerciale estera per i commerci con la Persia.
L'interesse olandese verso Ras Al Khaimah era di tipo prettamente commerciale. In particolare essi erano attratti dall'industria delle perle. Nel 1665 Hendrick Van Wijck, direttore della Compagnia olandese delle Indie Orientali in Iran, scrisse in una lettera al governatore generale che intendeva inviare una nave a Sohär e Julfar per acquistare perle da rivendere a Bandar Abbäs. Negli anni successivi la compagnia olandese perse via via importanza a favore della omologa compagnia inglese ed anche della Compagnia francese delle Indie orientali che si era affacciata nel golfo Persico nel 1667. Le ragioni di questo declino sono da addebitarsi in primo luogo alle guerre anglo-olandesi (1652 - 1784), che anche se combattute principalmente sui teatri europei si estesero inevitabilmente anche al golfo, provocando diversi scontri tra navi britanniche e olandesi. Entro il 1750 gli olandesi avevano perso la maggior parte delle loro proprietà nell'Oceano Indiano e le loro fabbriche nella regione furono infine chiuse a causa della crescente concorrenza da parte degli inglesi. Gli olandesi continuarono ad operare dall'isola di Kharg, dove avevano aperto una stazione commerciale nel 1752. Tuttavia, nel 1766, l'esercito persiano guidato da Mir Muhanna assaltò l'isola costringendo gli olandesi ad abbandonare la fortezza che vi avevano costruito e le merci immagazzinate, chiudendo di fatto le attività della VOC nella regione.

Bandiera della Compagnia britannica delle Indie Orientali

Il declino degli olandesi favorì l'ascesa dei commercianti inglesi della Compagnia britannica delle Indie Orientali. I britannici furono inizialmente interessati solo alla costa persiana del Golfo, allo stesso modo dei portoghesi e degli olandesi prima di loro. Infatti il loro primo insediamento nella regione fu quello di una fabbrica nella città portuale di Jask, situata sul Golfo di Oman, nella provincia persiana dell'Hormozgan, avvenuto nel 1616. A questa operazione fece seguito la firma di un accordo con i persiani che stabiliva una serie di vantaggi economici per i commercianti inglesi. Nel 1621/22 l'esercito persiano richiese l'aiuto della forza navale della Compagnia delle Indie Orientali per espellere i portoghesi da Hormuz cosa che avvenne nell'anno seguente. Nel 1697 la Compagnia Britannica delle Indie Orientali ottenne dallo Scià di Persia un decreto che confermava le precedenti concessioni e ne aggiungeva delle altre molto favorevoli per gli inglesi. Tuttavia fu solo dopo il declino della Compagnia Olandese che i commerci britannici nella regione decollarono notevolmente, ponendoli tuttavia in contrasto con una dinastia emergente nella regione, quella dei Qasimi.

### Qawasim

Bandiera dei Qawasim prima del 1820

I Quasimi o Qawasim, anticamente detti anche Joasmee, sono una tribù araba probabilmente discendente dei Beni Nasir, che divennero signori di Julfar intorno al 1648.
Inizialmente i Qawasim erano dediti alla pesca e alla raccolta delle perle ma successivamente iniziarono a commerciare con l'India e con la costa africana e in breve tempo, grazie alle loro grandi capacità marinare, arrivarono a stabilire un vero e proprio monopolio dei commerci marittimi nel Golfo Persico.
Nel 1747, in seguito all'assassinio dello scià di Persia Nadir Shah, lo sceicco Rashid bin Matar Al Qasimi, formò un'alleanza con Mulla Ali Shah, ammiraglio della flotta persiana. L'alleanza, suggellata dal matrimonio dello sceicco Qasimi con una delle figlie di All Shah, portò grandi vantaggi ai Qasimi, rendendo la loro flotta la più potente del golfo Persico.
Negli anni successivi all'accordo con i persiani i Qawasim espansero i loro commerci e occuparono le città di Kishm, Luft, Lingah e Shinas sulle due sponde del golfo.
Agli inizi dell'800, in una data compresa fra il 1797 e il 1803 i Qawasim si convertirono al movimento wahabita.
Dopo l'adesione al wahabismo gli scontri fra i Qawasim e la Compagnia delle Indie crebbero di intensità e divennero parte di una guerra santa che i wahabiti avevano dichiarato contro i “nemici della fede”, cioè gli inglesi.

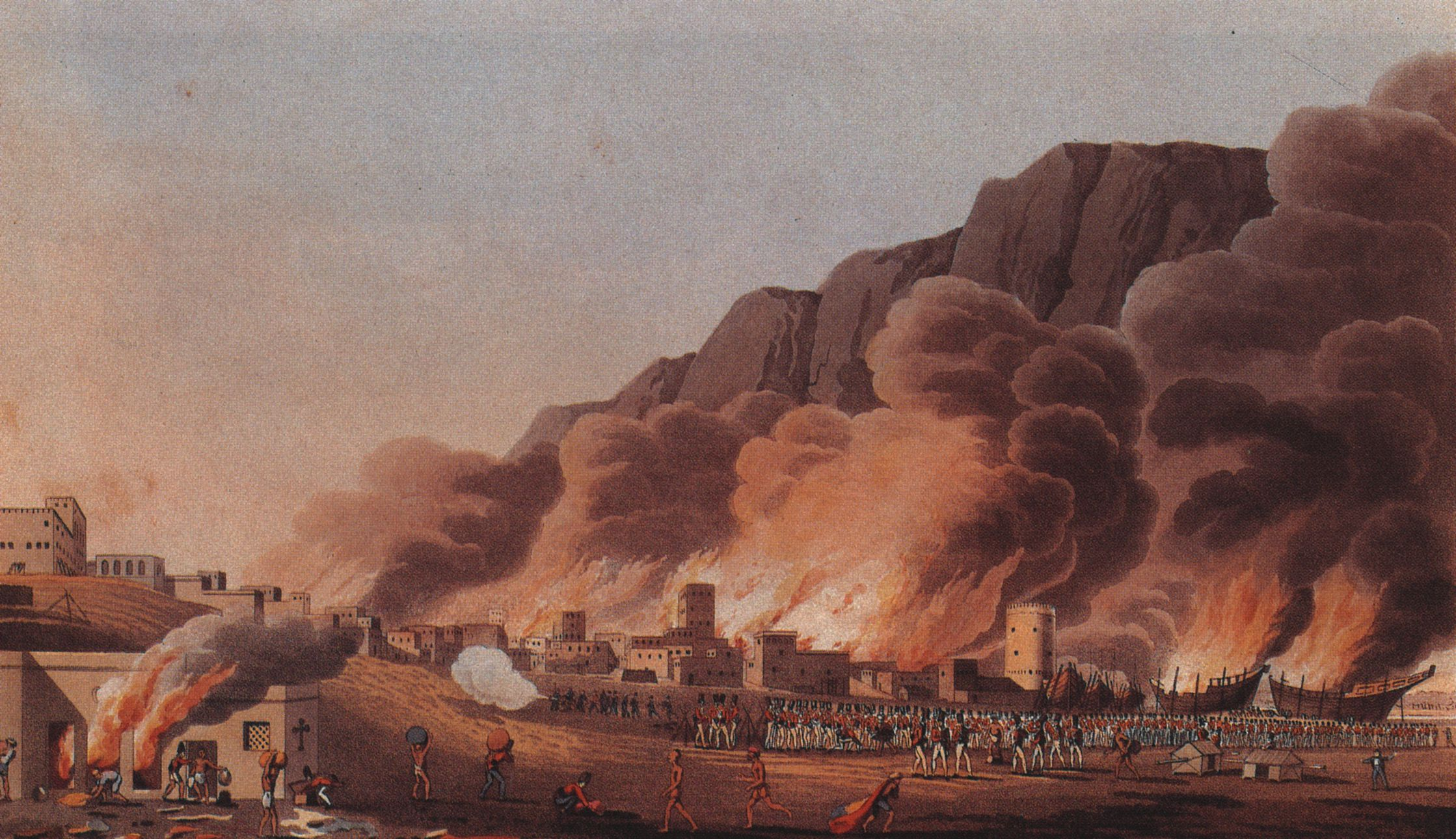
Attacco dei britannici a Ras Al Khaimah (dipinto del 1813).

I britannici accusarono i Qawasim di pirateria e dopo alcuni tentativi di comporre la disputa diplomaticamente passarono all'azione militare. Una prima campagna militare venne effettuata nel novembre del 1809. Questa campagna portò al bombardamento di Ra's Al-Khaimah e di altri porti lungo la costa araba e persiana, e alla distruzione di una parte della flotta Qawasim. Gran parte della flotta tuttavia era fuggita ed era quindi rimasta intatta, inoltre i Qawasim potevano ancora contare sull'appoggio wahabita.
Gli attacchi Qawasim ricominciarono nel 1816 e proseguirono nel 1818 interessando non solo navi britanniche, ma anche altre navi europee e americane. Pertanto, nel dicembre del 1819, i britannici effettuarono una seconda campagna militare. Questa campagna ebbe effetti disastrosi sui Qawasim: Ra's Al-Khaimah fu quasi totalmente distrutta dai bombardamenti e occupata e stessa sorte tocco a molti dei porti costieri che offrivano rifugio alle navi Qawasim; gran parte della flotta fu distrutta o requisita dai britannici e lo sceicco di Ra's Al-Khaimah, Hassan Ibn Rahama, si arrese e fu imprigionato cosi come si arresero tutti gli sceicchi della costa araba alleati dei Qawasim.
Dopo la loro resa gli sceicchi dovettero stipulare dei trattati bilaterali con la Gran Bretagna e successivamente firmarono tutti insieme un trattato generale di pace noto come Trattato marittimo generale del 1820. Il trattato concluso con Hassan Ibn Rahama, sebbene simile agli altri, conteneva in aggiunta il suo riconoscimento dell'occupazione britannica di Ra's Al-Khaimah e delle roccaforti nelle piantagioni di palme ad essa vicine, nonché la sua rinuncia al titolo di sceicco di tale città. Hassan bin Rahma firmò il trattato come "sceicco di Hatt e Falna, precedentemente di Ras al-Khaima".

### Protettorato britannico e Stati della Tregua

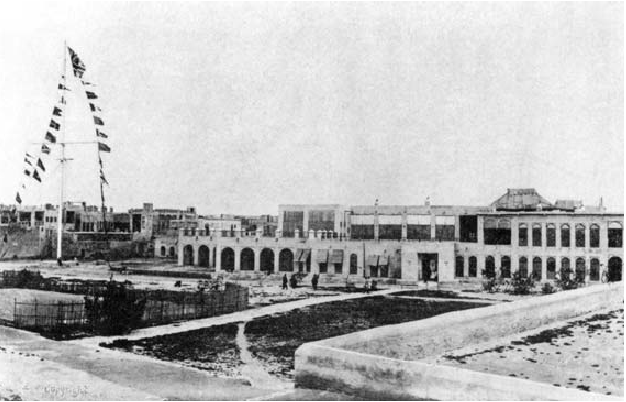
Sede della Residenza britannica del Golfo a Bushire.

A seguito della firma del trattato del 1820 la pirateria costiera contro le navi straniere cessò quasi completamente, anche se ci furono degli sporadici episodi di violazione che vennero prontamente sanzionati dai britannici. Nel 1823 i britannici stabilirono un loro referente politico a Sharija.
Il trattato tuttavia non impediva agli sceiccati di farsi la guerra fra loro. Nel 1829 scoppiò un conflitto fra lo sceiccato di Abu Dhabi e i suoi confinanti settentrionali di Sharjah e Ras Al Khaimah. Dopo una breve tregua, per consentire la pesca delle perle, il conflitto riprese e si protrasse fino al 1833 coinvolgendo anche la neonata comunità di Dubai che si era staccata da Abu Dhabi. Nel novembre del 1833 lo sceicco di Sharija alleato con quelli di Ajman, Lingah e con il supporto dei Qawasim, assediò la città di Abu Dhabi. Alla fine del 1834 fu concordata una pace che fu tuttavia turbata da veri scontri e relative rappresaglie fra i contendenti.
Lo scontro suddetto fu il più aspro fra quelli combattuti fra gli sceiccati arabi e portò non pochi danni a tutti i partecipanti in particolare quando si svolgeva nei mesi estivi impedendo la raccolta delle perle che erano la principale risorsa di tutte le tribù arabe della costa. Questa situazione indusse il colonnello Samuel Hennell, allora assistente del residente britannico per il Golfo Persico di Bushire a proporre un trattato per una tregua che doveva essere osservata dai principali sceicchi della Costa dei Pirati e dai loro sudditi, dal 21 maggio al 21 novembre del 1835.
La proposta venne accolta con grande entusiasmo dagli sceicchi e rinnovata anche per gli anni 1836 e 1837. Nel 1838, su richiesta dello sceicco Sultan Bin Saqar di Sharjah la durata venne portata ad una anno e cosi venne rinnovato tutti gli anni fino al 1842. Nel 1843 la durata della tregua fu estesa a 10 anni a partire dal
1º giugno 1843. Questi accordi segnarono un punto di svolta nei rapporti fra gli sceiccati della Costa dei Pirati che da allora cominciarono ad essere chiamati gli Stati della Tregua.
Nel 1853 alla scadenza del trattato decennale venne stipulata la "Tregua marittima perpetua". Fu siglata il 4 maggio 1853 da Abdulla bin Rashid Al Mualla di Umm Al Quwain, Humaid bin Rashid Al Nuaimi di Ajman, Saeed bin Butti di Dubai, Saeed bin Tahnun Al Nahyan come "Capo dei Beniyas" e Sultan bin Saqr Al Qasimi come "Capo dei Joasmees". Questo accordo stabiliva la formale rinuncia dei governanti arabi al diritto di fare la guerra per mare in cambio della protezione britannica contro le minacce esterne verso le famiglie regnanti. Inoltre, in caso di controversia o atto di aggressione subito, concordavano di rimettersi al giudizio del residente britannico che risiedeva a Sharjah o del "Commodoro a Bassidore".
Nel marzo del 1892 gli Sceiccati della Tregua, cioè i firmatari della Tregua marittima perpetua, firmarono una accordo con la il Regno Unito chiamato "Accordo esclusivo" (Exclusive Agreement). Con questo accordo gli sceicchi suddetti vincolavano se stessi e i loro successori a: non stipulare per nessun motivo alcun accordo o corrispondenza con qualsiasi potere diverso dal governo britannico; non acconsentire alla residenza nei loro territori dell'agente di qualsiasi altro Governo senza l'assenso del Governo britannico;  in nessun caso cedere, vendere, ipotecare o altrimenti dare in occupazione qualsiasi parte del loro territorio se non al governo britannico. Questi impegni furono ratificati dal Viceré dell'India il 12 maggio successivo, e furono successivamente approvati dal Governo britannico.
Questo accordo avvenne per impedire l'ingresso nell'area del Golfo da parte di potenze straniere, quali Francia, Russia e l'alleanza Turco-Germanica che avevano manifestato interesse commerciale verso gli Stati della Tregua. Poco prima della firma dell'accordo, nel 1887-88, vi fu un tentativo della Persia di instaurare strette relazioni tra gli sceiccati e il governo persiano con l'obiettivo di escludere l'influenza britannica dalla regione. Il tentativo non andò a buon fine e la firma del trattato esclusivo pose fine definitivamente alla questione.
Con questo accordo gli Stati della Tregua rinunciarono ad avere una loro politica estera e i britannici accettarono di farsi carico della loro difesa facendone di fatto, anche se non formalmente, un loro protettorato.
Nel 1952 i britannici istituirono il Consiglio degli Stati della Tregua (Trucial States Council). Il consiglio era un organo puramente consultivo che si riuniva due volte l'anno sotto la presidenza britannica, e vedeva la partecipazione dei rappresentanti dei sette sceiccati di Abu Dhabi, Dubai, Ajman, Fujairah, Ras al-Khaimah, Sharjah e Umm al-Qaiwain.

### Fine del protettorato e nascita degli Emirati Arabi Uniti
Nel Regno Unito, fra la fine degli anno '60 e l'inizio degli anni '70, il governo laburista di Harold Wilson si trovò a fronteggiare una pesante crisi economica e dovette attuare una significativa riduzione dei costi. In questo ambito, nel febbraio del 1967, venne annunciato sarebbero state dismesse quasi tutte le basi militari britanniche a est di Suez, comprese quelle che interessavano gli Stati della Tregua.
Preso atto dell'irreversibilità della decisione britannica, i sovrani del Golfo Persico iniziarono una serie di trattative, per colmare il vuoto politico che il ritiro britannico avrebbe lasciato. Lo sceicco Zayed bin Sultan Al Nahyan di Abu Dhabi e lo sceicco Rashid Al Maktum di Dubai si incontrarono il 18 febbraio 1968 e concordarono formalmente di unire i due sceiccati in un'unione, gestendo congiuntamente affari esteri, difesa, sicurezza, sanità e servizi sociali, e adottando un modello politica comune di immigrazione.

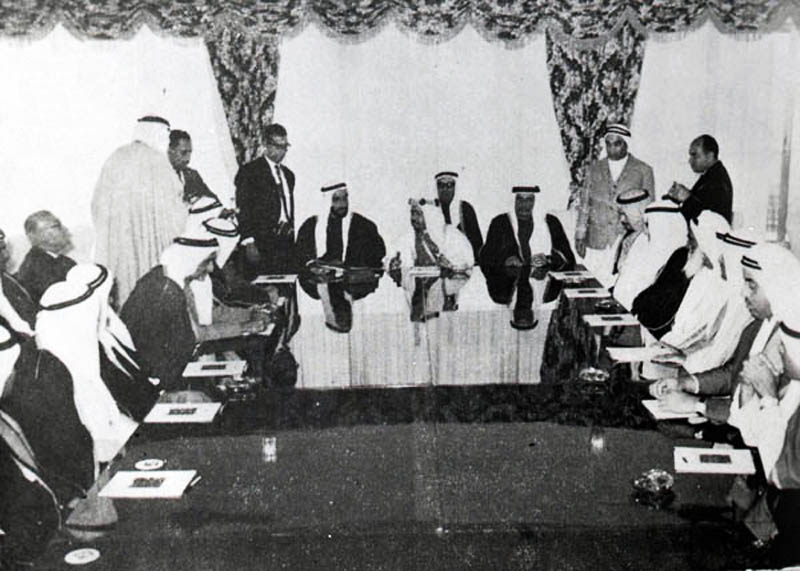
Prima riunione della Federazione degli Emirati. Abu Dhabi, febbraio 1968.

Pochi giorni dopo, il 25 febbraio, gli sceicchi Zayed e Rashid convocarono una riunione a Dubai allargata agli altri stati della tregua (Ras Al Khaimah, Sharjah, Umm Al Quwain, Ajman, Fujairah) più Bahrein e Qatar, allo scopo di formare una unione di tutti questi nove stati. L’incontro durò dal 25 al 27 febbraio 1968 e porto alla fine alla firma di un documento congiunto, chiamato Dubai Agreement, che doveva costituire una base su cui costruire uno Stato federale.
Nei tre anni successivi vi furono una serie di incontri di quello che era chiamato il Consiglio Supremo, cioè l'organo composto dai nove sceicchi dei paesi firmatari l'accordo, che era il massimo organismo decisionale della nascente federazione. Questi incontri dovevano definire le modalità pratiche che dovevano servire per mettere in atto quanto stabilito in via concettuale nel Dubai Agreement. Purtroppo in questi incontri emersero notevoli divergenze fra i vari partecipanti e, anche se vennero risolte diverse questioni, molti problemi rimasero insoluti.
Nel frattempo in Gran Bretagna vi erano state le elezioni e il nuovo governo conservatore di Edward Heath, installatosi nel giugno del 1970, non aveva chiarito se intendeva o meno dare seguito all'uscita della Gran Bretagna dal Golfo persico. I dubbi vennero finalmente sciolti il 1º marzo 1971, in cui Heath fece una dichiarazione formale alla Camera dei Comuni in cui affermò che le forze britanniche si sarebbero ritirate dal Golfo Persico entro la fine di dicembre 1971.
Il definitivo chiarimento della posizione britannica ebbe l'effetto di accelerare tutta una serie di decisioni: da un lato il Bahrein e il Qatar si ritirarono dalla federazione e procedettero separatamente, dall'altro i sette Stati della Tregua si riunirono a Dubai il 10 luglio 1971 e successivamente, il 18 luglio emisero un comunicato che annunciava la formazione dello Stato degli Emirati Arabi Uniti, comprendente sei Stati della Tregua escluso Ra’s al Khaimah.

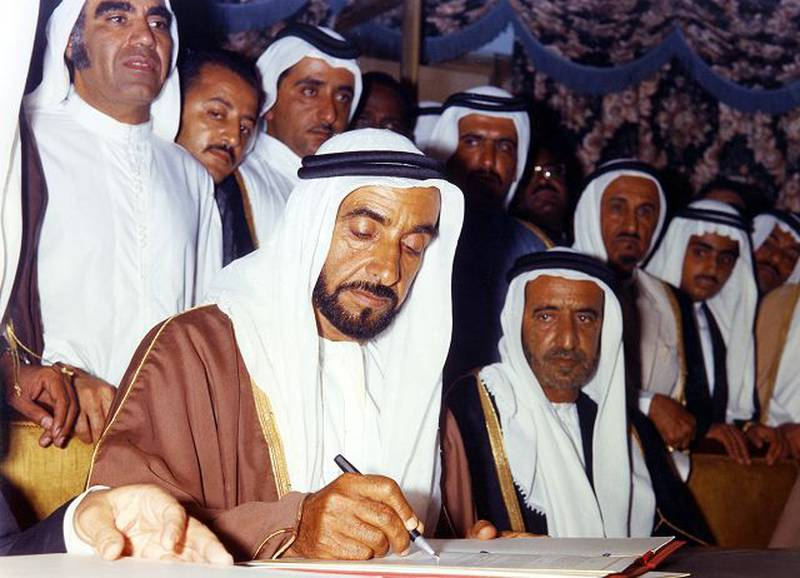
Sceicco Zayed bin Sultan Al Nahyan bin Sultan firma l'accordo della nascita degli Emirati Arabi Uniti (2 dicembre 1971)

La proclamazione ufficiale degli Emirati Arabi Uniti venne fatta in una riunione tenutasi il 2 dicembre 1971 ad Abu Dhabi da parte dei Sovrani di Abu Dhabi, Dubai, Sharjah, 'Ajman, Umm al Qaiwain e Fujairah, che avevano firmato la costituzione provvisoria nel luglio 1971. Dopo questa riunione i governanti si sono incontrati in qualità di membri del Consiglio Supremo degli Emirati Arabi Uniti ed hanno eletto Shaikh Zayed bin Sultan come primo presidente, per un mandato di cinque anni. Rashid Al Maktum di Dubai è stato eletto vicepresidente e suo figlio Shaikh Maktum bin Rashid Al Maktum è stato nominato primo ministro.

### Adesione di Ras al Khaimah agli Emirati
Le ragioni per cui Ras al Khaimah non aveva firmato l’accordo del luglio 1971 tra gli altri Stati della Tregua erano principalmente tre:
- In primo luogo, Ras al Khaimah si era risentito per il fatto che durante i negoziati tra i nove stati non si fosse classificato alla pari dei quattro grandi in questioni come il numero di delegati e i diritti di voto, e che né i funzionari britannici né i mediatori arabi si fossero consultati così frequentemente con Ra's al Khaimah come negli Stati più grandi. A Ra's al Khaimah ciò sembrava non essere in linea con il ruolo storico che lo sceiccato aveva svolto in passato. Quando la federazione fu ridotta a sette membri, Ra's al Khaimah vide ancora più giustificazioni per far sentire la propria presenza e insistere sulle proprie condizioni di adesione.
- La richiesta di contare di più fu rafforzata dal fatto che la compagnia americana Union Oil of California, che deteneva la concessione per gli scavi offshore di Ras al Khaimah, aveva compiuto un promettente sondaggio petrolifero e quindi vi era la possibilità che Ra's al Khaimah si unisse alla federazione come uno sceiccato ricco di petrolio, potendosi quindi affiancare in tal senso ai due maggiori sceiccati di Abu Dhabi e Dubai.
- La terza ragione aveva a che fare con il problema della rivendicazione dell'Iran sulle due isole Tunb. Il 30 novembre 1971 le forze iraniane occuparono le due isole Tunb. Ra’s al Khaimah non voleva suscitare uno scontro militare tra l’Iran e i paesi arabi, alcuni dei quali avrebbero potuto essere disposti a fornire truppe, ma ha invece fatto appello ai capi di stato arabi per ottenere sostegno morale. Ra's al Khaimah inviò una delegazione, guidata da Shaikh 'Abdul 'Aziz bin Muhammad AI Qasimi, alla sessione di emergenza della Lega Araba il 6 dicembre 1971. Disse che il suo Emirato avrebbe voluto che il problema fosse risolto pacificamente e indicò la possibilità di ricorso alla Corte internazionale di giustizia. L'emirato quindi voleva che gli altri Emirati “adottassero la questione dell’occupazione iraniana delle isole Tunb”, come punto comune della loro politica estera.

Bandiera degli Emirati Arabi uniti adottata il 2 dicembre 1971

Nel dicembre 1971 Ras al Khaimah ha riaperto i negoziati per l’adesione agli Emirati Arabi Uniti. La sua richiesta sull'adozione da parte degli Emirati Uniti della questione dell’occupazione iraniana delle isole Tunb fu accettato. Inoltre a Ras al Khaimah furono assegnati sei seggi nell'assemblea federale, non riuscendo così ad essere classificato con Abu Dhabi e Dubai, che hanno otto seggi ciascuno, ma meglio degli altre piccoli sceiccati che ne hanno 4 ciascuno.
Sulla base di quanto sopra, Ras al Khaimah si unì formalmente agli Emirati Arabi Uniti il 10 febbraio 1972. Saif Saeed Ghobash, membro di una delle principali famiglie di Ras al Khaimah, venne nominato viceministro degli Esteri il 6 febbraio.

## Geografia

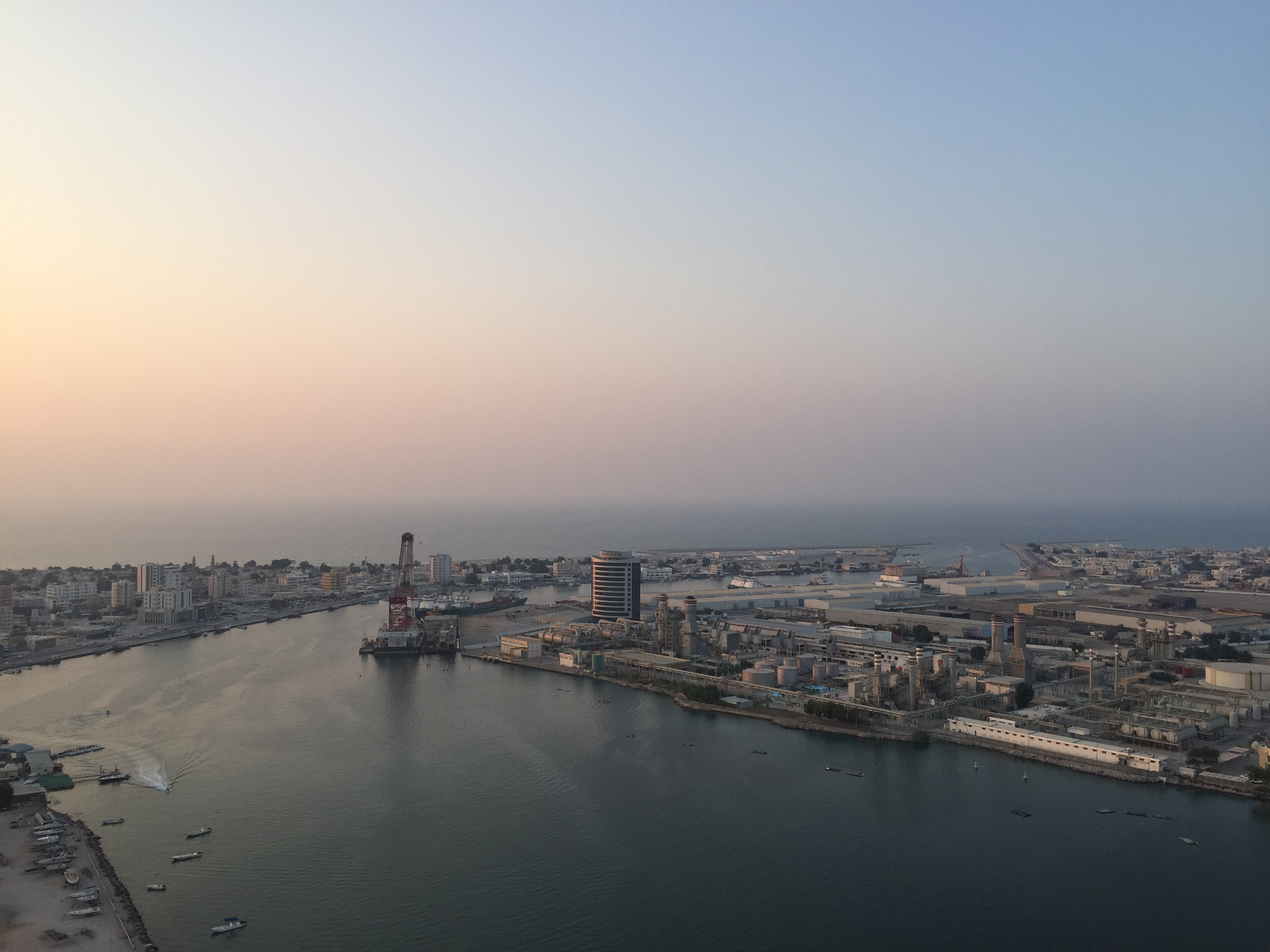
Ras Al Khaimah con l'imbocco del RAK Khor (2017).

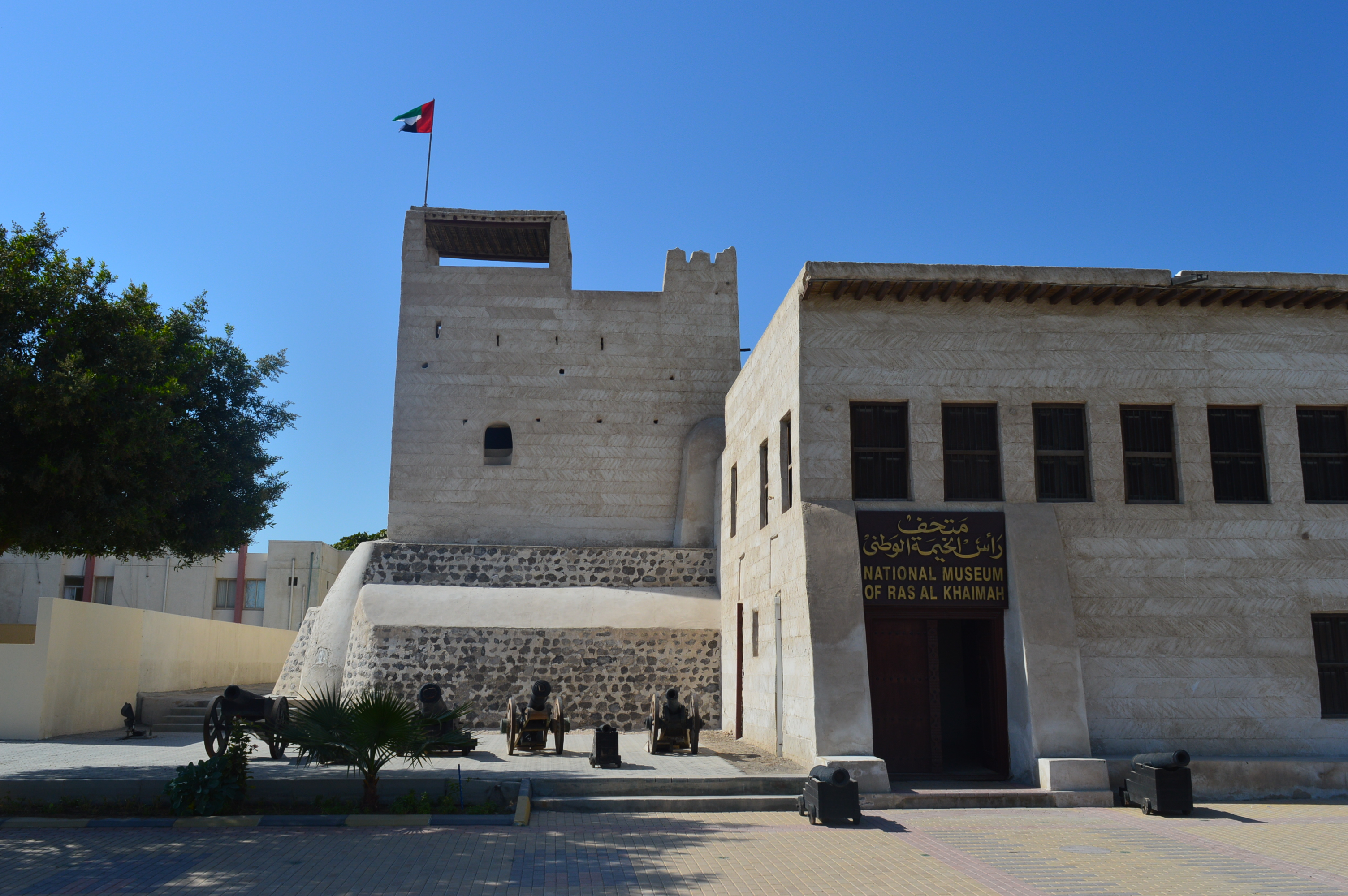
National Museum di Ras Al Khaimah

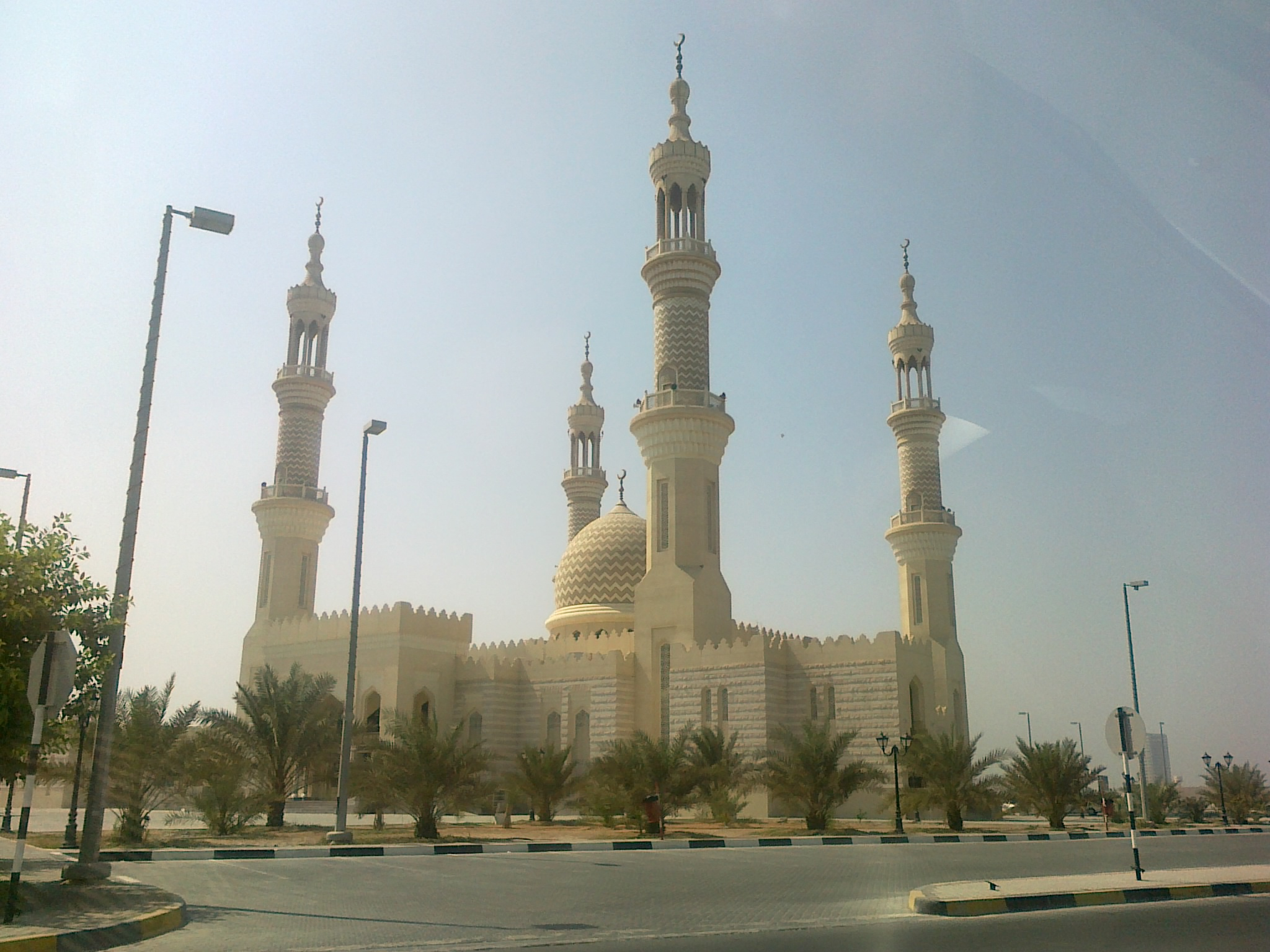
Moschea di Sheikh Zayed (2010)

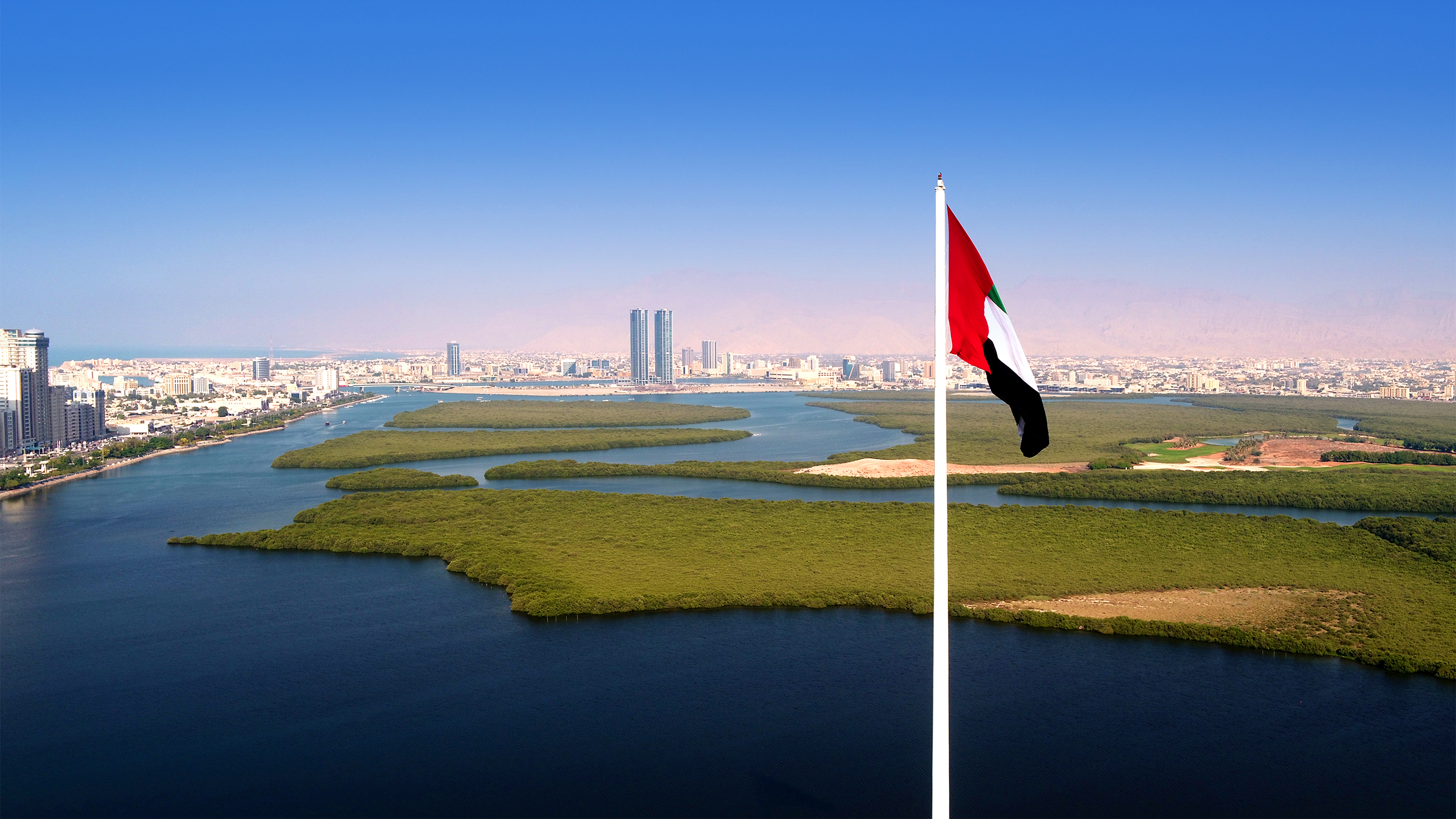
Vista aerea della città dal Rak Flagpole (2018).

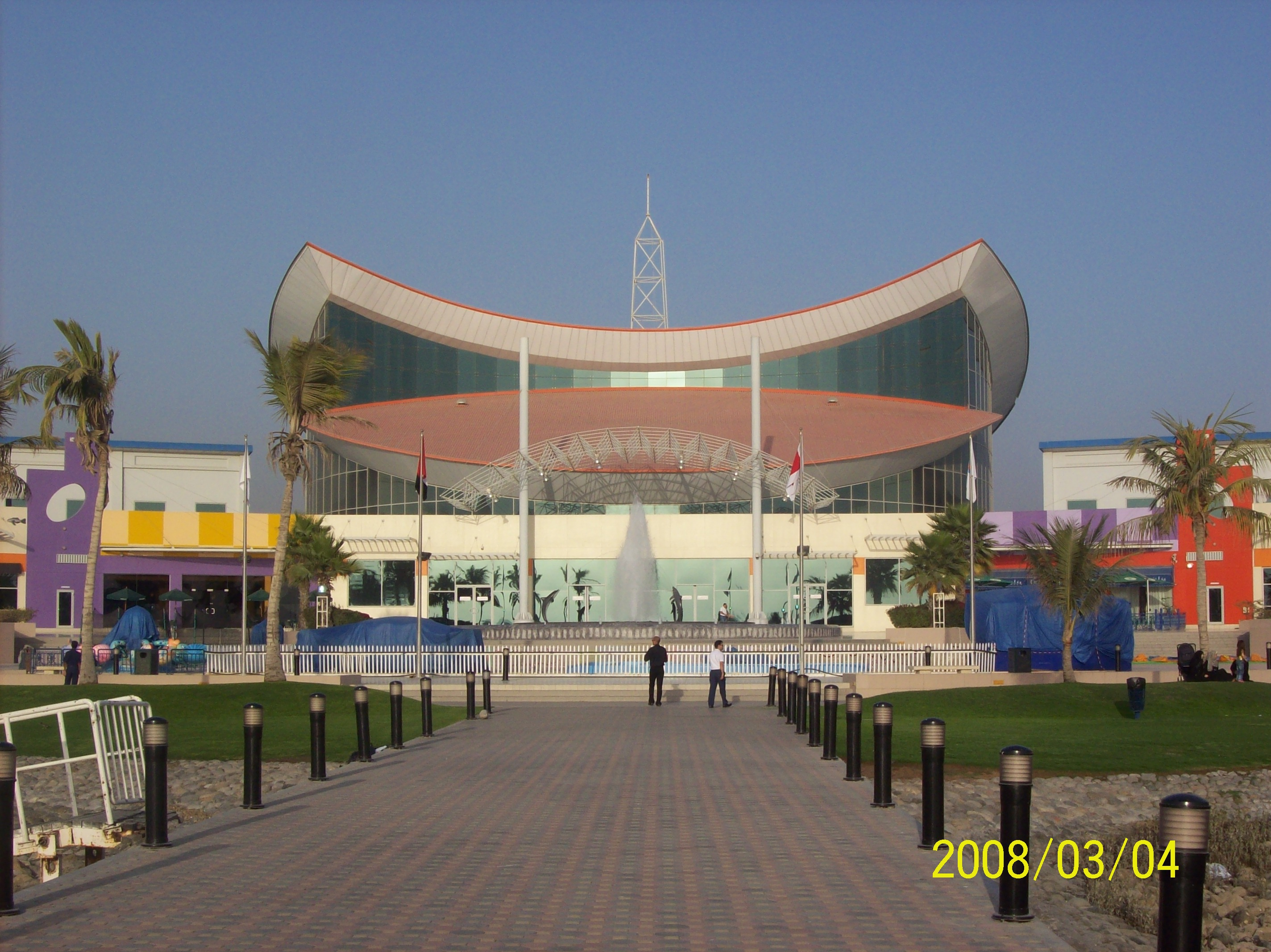
Manar Mall.

L'attuale città di Ras Al Khayma si sviluppa lungo la costa del Golfo Persico nella zona sud-occidentale della Penisola di Musandam. Lo sviluppo costiero è di circa 35 km, da Al Jazeera Al Hamra a sud-ovest, fino al limite della città di Al Rams a nord-est, per una superficie totale di circa 373  km²,. Sul lato orientale la città è naturalmente delimitata dalle pendici occidentali dei monti Hajar. Il monte Jebel Jais, la montagna più alta degli Emirati Arabi Uniti, alta 1.934 metri, si trova a circa 36 km a nord-est della città.
L'area è attraversata dalla autostrada E 11 che qui prende il nome di Sheikh Muhammed bin Salem Road, che la collega a tutte le principali città costiere degli Emirati fino ad Abu Dhabi e giunge fino al valico di frontiera fra Oman ed Emirati Arabi di Al Darah.
I trasporti pubblici sono gestiti dalla Ras Al Khaimah Transport Authority (RAKTA), che regola tutti i servizi di trasporto nell'emirato sia all'interno della città sia da e verso altri distretti abitativi e altri emirati. Per quanto riguarda il servizio urbano il servizio copre quattro rotte principali:
- Linea rossa: da Al Nakheel ad Al Jazeera Al Hamra;[51]
- Linea blu: da Al Nakheel ad Al Jeer;[52]
- Linea verde: dal Manar Mall all'aeroporto di Ras Al Khaimah;[53]
- Linea viola: dal Manar Mall all'American University.[54]

La moderna città si è sviluppata sulle rive di un canale, chiamato RAK Khor, che dal mare si inoltra nella terraferma per circa 2 km, portando ad una ampia laguna. La zona a occidente del canale/laguna è la parte vecchia della città dove si trovano il Museo Nazionale di Ras Al Khaimah e gli uffici governativi; la parte orientale, chiamata Al-Nakheel, ospita il palazzo dell'emiro, alcuni ministeri e aree commerciali e residenziali. Le due zone sono collegate da un ponte, il Ras Al Khaimah Bridge, sul quale transita la Sheikh Muhammed bin Salem Road. Nella zona est della città, considerata zona di espansione, oltre a Nakheel si sono sviluppati altri quartieri quali Oraibi, Al Hudayba, Al Maereed, Al Maa’moura, Golan e Shaa’biat Rashid.
I principali punti di riferimento della città sono: 
- Forte Dhayah. Antico forte costruito dai Qasimi a difesa della città. Si trova su una collinetta alta 70 metri a circa 15 km a nord-est della città, nella zona di Al Rams.[56]
- Museo Nazionale di Ras Al Khaimah. L'edificio, nato come struttura di difesa, divenne la residenza della famiglia regnante Quwasim fino al 1964, quando il sovrano Sheikh Saqr Bin Mohammed al-Qasimi, si trasferì in un edificio moderno a Mamoura. Successivamente divenne un quartier generale della polizia e una prigione, prima di essere definitivamente convertito nel Museo Nazionale nel 1987. Si trova nella zona vecchia della città.[57]
- Jazirat Al Hamra. Antico villaggio di pescatori di perle posto a circa 17 km a sud-ovest del centro di Ras Al Khaimah. Fu fondato alla fine del XVI secolo dalla tribù Za'ab. In origine si trovava su un'iola detta Isola Rossa. Con il declino dell'industria delle perle a partire dagli anni '20 e con la scoperta del petrolio nella regione, perse importanza e fu via via spopolata per essere definitivamente abbandonata all'inizio degli anni '70.[58]
- Shimal. Sito archeologico situato a circa otto chilometri a nord-est del centro di Ras Al Khaimah. Contiene oltre 200 tombe sia del periodo Umm Al Nar che del successivo periodo Wadi Suq.[59]
- Isola di Al Marjan. Complesso di quattro isole artificiali situate lungo la costa del Golfo Persico a circa 23 km a sud-ovest del centro della città. Ospita diversi resort di lusso ed aree residenziali. Lo sviluppo delle isole è iniziato nel 2007.[60]
- Moschea Sheikh Zayed. Questa moschea è uno dei luoghi di culto più antichi degli Emirati Arabi Uniti. Si trova nella città vecchia sulla Al Qawasim Corniche.[61]
- Al Qawasim Corniche. È un lungomare panoramico lungo circa 3 km, che parte dall'imboccatura del RAK Khor e si snoda lungo il canale fino alla fine della laguna. Lungo la Corniche si trovano molti caffè e ristoranti che offrono sia cucina internazionale che piatti tipici dell'emirato, oltre a numerosi hotel di lusso.  La Corniche ospita anche alcune attrazioni quali la RAK Eye, una grande ruota panoramica alta di 37 metri e il RAK Flagpole, un imponente pennone che si erge a 120 metri sopra il livello del mare e porta la bandiera degli Emirati Arabi Uniti.[62]
- Manar Mall. È il più grande e famoso centro commerciale di Ras Al Khaimah. Ospita più di 120 negozi al dettaglio e punti vendita di cibo e bevande. Si trova nella zona est della città.[63]